# Иркут (баскетбольный клуб)

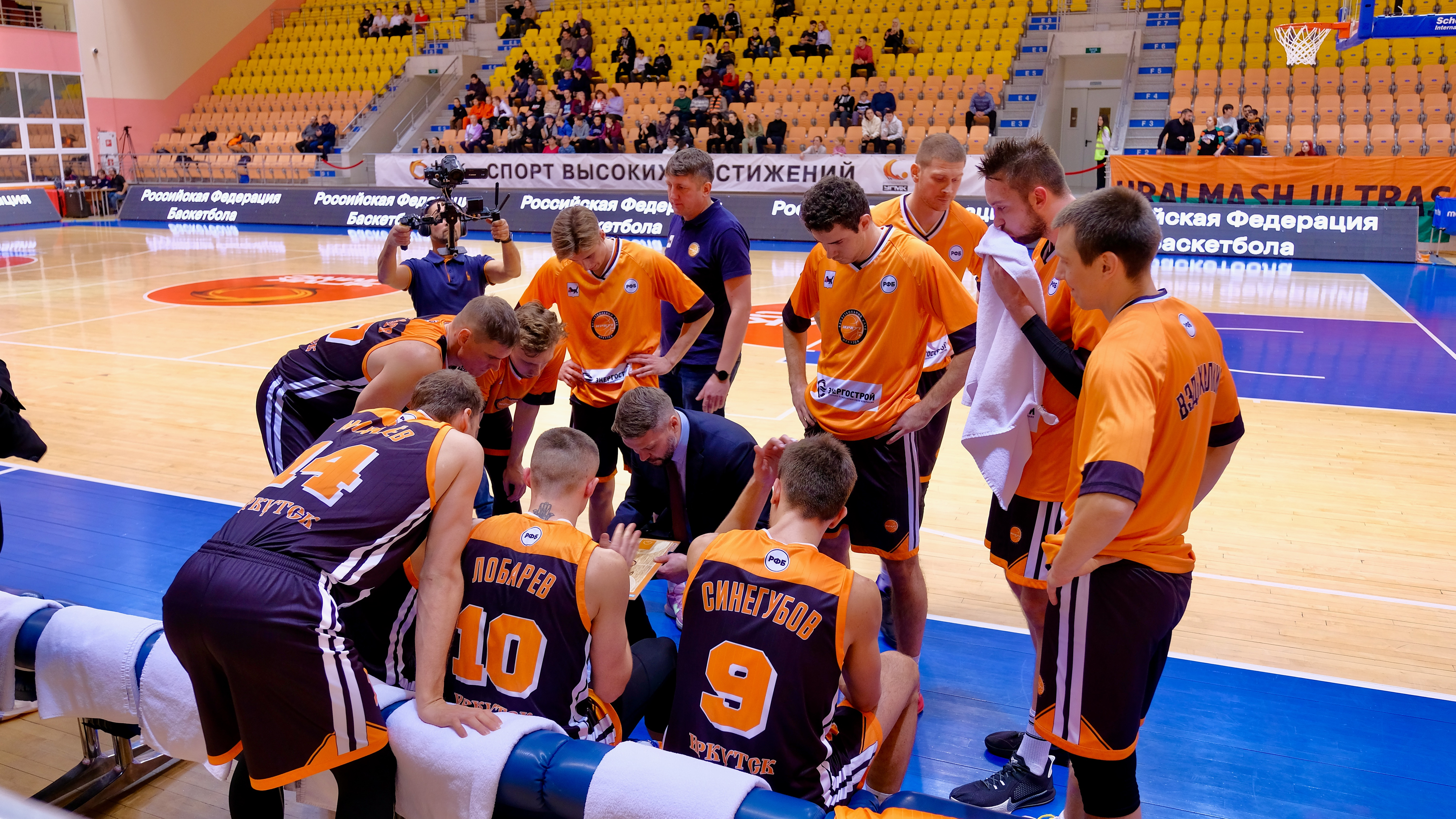
Матч против Уралмаша (2022)

«Иркут» — российский мужской баскетбольный клуб из Иркутска. Выступает в Суперлиге-1 дивизион и Кубке России. Серебряный призёр сезона 2016/2017 Суперлиги-1.

## История
Баскетбольный клуб «Иркут» ведёт свою историю с 2004 года. Основан был после распада клуба «Шахтёр». Возглавили команду один из наиболее ярких в прошлом игроков иркутского баскетбола, капитан команды Владимира Чумакова, Евгений Саловаров и молодёжный тренер Андрей Камышанов.
В своём дебютном чемпионате России среди команд Высшей лиги «Б» 2004/2005 «Иркут» занял 3 место в региональной группе, повторив этот результат в следующем сезоне. Осенью 2005 года подопечные главного тренера Евгения Саловарова выиграли Кубок Сибири и Дальнего Востока, за это достижение баскетболисты получили звания мастеров спорта.
В сезоне 2006/2007 «Иркут» стал победителем в дивизионе Сибири и Дальнего Востока, по итогам финального этапа чемпионата России в Высшей лиге «Б» завоевал «бронзу».
В сезоне 2007/2008 иркутяне дебютировали в чемпионате России среди команд Суперлиги «Б», заняв в нём последнее 13 место.
По итогам чемпионата в Суперлиги «Б» 2008/2009 «Иркут» занял 10 место из 15-ти команд.
В сезоне 2009/2010 иркутская команда под руководством тренерского дуэта Евгения Саловарова и Юрия Анисимова сумела подняться на престижное 7 место в Суперлиги «Б», что стало наивысшим результатом в истории существования БК «Иркут».
В марте 2011 года «Иркут» был расформирован по финансовым причинам, команде пришлось отказаться от дальнейшего участия в соревнованиях Суперлиги «Б». Чемпионат страны для иркутян остался незавершенным.
В сезоне 2012/2013 возрождённый «Иркут» возобновил выступления в баскетбольном чемпионате России. Под началом главного тренера Юрия Ковалева, в прошлом капитана «Иркута», команда выступала в Высшей лиге, где по итогам чемпионата заняла 8 место.
4 марта 2014 года в автокатастрофе на Качугском тракте погибли Вячеслав Баженов (играл за команды «Строитель», «Шахтер» и «Иркут», в котором до последнего дня являлся играющим тренером) и Руслан Прокопьев (в прошлом игрок команд «Строитель», «Шахтер» и «Иркут»).
В сезоне 2013/2014 «Иркут» был представлен тремя составами. Основная команда чемпионат в Суперлиге завершила на последнем 14 месте, «Иркут-2» (молодёжный состав) в итоговой турнирной таблице Высшей лиги на 16 позиции из 17-ти команд. А юношеский «Иркут» в первенстве ДЮБЛ России занял 26 место из 33-х возможных.
В чемпионате России среди мужских команд Суперлиги 2014/2015 «Иркут» занял 13 место. В этом же сезоне наша команда добилась наивысшего результата за всю историю своих выступлений в Кубке России. Воспитанники главного тренера Юрия Анисимова дошли до 1/4 Кубка, где уступили клубу из Единой лиги ВТБ — самарским «Красным крыльям». Юноши БК «Иркут», под началом главного тренера Андрея Камышанова, в первенстве ДЮБЛ России заняли 9 место из 30-ти команд, это также стало историческим достижением младшей команды.
В сезоне 2015/2016 «Иркут» (пост главного тренера в начале сезона вновь занял Евгений Саловаров, ассистентом был Александр Чернов, в свое время выступавший за «Шахтер») занял 11 место в Суперлиге-1. «Иркут-ДЮБЛ» стал 23-м в первенстве ДЮБЛ России.
Настоящим прорывом «Иркута» стал сезон 2016/2017. Сначала иркутская команда выиграла турнир на призы Ижевского электромеханического завода «Купол», а затем Кубок Сибири и Дальнего Востока. По ходу регулярного первенства «оранжево-чёрные» уверенно обеспечили себе место в плей-офф, в финальной серии сенсационно обыграли сначала действующих чемпионов Суперлиги-1 «Сахалин», а потом и обладателя Кубка России по баскетболу — «Новосибирск». В итоге «Иркут» занял 2-е место в Суперлиге-1, что является на сегодня наивысшим результатом в истории клуба и вообще иркутского баскетбола. Два игрока команды были признаны лучшими в своих амплуа и вошли в символическую сборную дивизиона — Александр Варнаков, как «лучший разыгрывающий» и Александр Захаров, как «Лучший лёгкий форвард».
30 декабря 2018 года «Иркут» объявил, что команда завершает выступление в Суперлиге-1 в сезоне 2018/19 из-за отсутствия финансирования.
Летом 2019 года было объявлено о возрождении баскетбольного клуба. «Иркут» заявился в Суперлигу-2. На первом этапе им удалось занять третье место в своей подгруппе, что обеспечило иркутянам путевку в плей-офф. Однако из-за начала эпидемии коронавируса второй этап первенства остался неоконченным, и в Федерации баскетбола России команды распределили по местам в зависимости от их положения в турнирной таблице на момент остановки турнира. В итоге «Иркут» занял 4-е место в Суперлиге-2.
Летом 2020 года команда получила возможность вернуться в Суперлигу-1 благодаря тому, что один из двух клубов Суперлиги-2, завоевавших это право, от него отказался. Главным тренером «Иркута» был назначен бывший наставник екатеринбургского «Урала» Вадим Филатов. Команда начала сезон с 14 поражений подряд, и в январе 2021 года Филатов был уволен, а место главного тренера занял его помощник Александр Лукин.

## Достижения
Суперлига
- Серебряный призёр: 2016/2017

## Главные тренеры
- 2020—2021 —  Вадим Филатов[8]
- 2021 —  Александр Лукин
- 2021—2023 —  Михаил Карпенко[9]
- 2023—2024 —  Михаил Терехов
- 2024—н.в. —  Николай Шманов

## Капитаны команды
- 2014—2015 —  Андрей Сепелев
- 2016—2017 —  Александр Варнаков[10]
- 2017—2018 —  Егор Муравьев
- 2018—2021 —  Александр Анисимов[11]
- 2021—2022 —  Дмитрий Коршаков
- 2022—2023 —  Сердар Аннаев[12]
- 2023—н.в. —  Алексей Вздыхалкин